# James Ramsay (homme politique australien)
Pour les articles homonymes, voir James Ramsay et Ramsay.
James Maxwell Ramsay (27 août 1916 - 1er mai 1986) est un officier de marine australien qui est le 20e gouverneur du Queensland du 22 avril 1977 au 21 juillet 1985
Il est diplômé du Collège Royal Australian Naval de Jervis Bay en 1933 et fait une brillante carrière dans la marine. Au cours de la Seconde Guerre mondiale il sert à bord de navires britanniques et australiens dans les océans Indien, Atlantique et Pacifique. 
Il est lieutenant-gouverneur d'Australie-Occidentale de 1974 à 1977.